# Grandrupt-de-Bains
Grandrupt-de-Bains là một xã, nằm ở tỉnh Vosges trong vùng Grand Est của Pháp. Xã này có diện tích 4,6 kilômét vuông, dân số năm 1999 là 90 người. Xã này nằm ở khu vực có độ cao trung bình 442 m trên mực nước biển.

## Biến động dân số
| 1962                                         | 1968 | 1975 | 1982 | 1990 | 1999 |
| -------------------------------------------- | ---- | ---- | ---- | ---- | ---- |
| 89                                           | 104  | 81   | 81   | 73   | 90   |
| Số liệu từ năm 1962: Dân số không tính trùng |      |      |      |      |      |